# ويليام غينز (صحفي)
ويليام غينز (بالإنجليزية: William Gaines)‏ هو صحفي أمريكي، ولد في 1 نوفمبر 1933، وتوفي في 20 يوليو 2016.